# Perivoj Vrulje
Perivoj Vrulje u Zadru nalazi se izvan stare gradske jezgre. Veličina mu je oko 5 ha, a može se podijeliti na perivojnu površinu od oko 2 ha i borov gaj površine oko 3 ha.
Naziv je dobio po izvorima vode - vruljama koje tvore potočiće što se pedesetak metara pred utok u more spajaju u jedan veći potok koji ne presušuje ni ljeti. Potok se ulijeva u uvalu Vrulje smještene na sjevernom dijelu luke. Korito potoka je uređeno krajem 19. stoljeća zaslugom Društva za uljepšavanje grada kada je dno uvale dijelom nasuto, napravljeno korito potoka, te sagrađen mostić. Oko potoka je podignut perivoj s većim brojem biljnih vrsta, dok je na povišenom krševitom dijelu podignut gaj alepskog bora. Perivoj je u to vrijeme nazivan "Bosco dei Pini" ili borik, borova šumica. 
Nakon Drugog svjetskog rata perivoj je opet obnovljen i posađena su nova stabla. Tada je i nazvan današnjim imenom Vrulje. Osamdesetih godina 20. stoljeća uređen je donji dio korita potoka s kamenim bankinama, koje omogućuju pristup vodi, a napravljen je i novi kameni mostić preko potoka. Uz gornji tok potoka posađeno je desetak močvarnih čempresa koji uspijevaju zahvaljujući obilju vode. Gornji dio potoka ljeti presušuje, dok je zapadni tok nestao zbog izgradnje obližnjeg dječjeg vrtića.
Zbog obilja vode u perivoju uspijeva mnogo biljnih vrsta koje u dalmatinskom sušnom podneblju inače ne bi mogle uspjevati, pa je stoga ovaj perivoj izniman i vrlo dobro posjećen. U njemu je uređeno i dječje igralište.